# Grand Prix Formule 1 van Canada 2005
De Grand Prix Formule 1 van Canada 2005 werd gehouden op 12 juni 2005 op het Circuit Gilles Villeneuve in Montreal.

## Uitslag
| Positie | Nummer | Rijder               | Team                | Ronden | Tijd/Opgave       | Startplaats | Punten |
| ------- | ------ | -------------------- | ------------------- | ------ | ----------------- | ----------- | ------ |
| 1       | 9      | Kimi Räikkönen       | McLaren - Mercedes  | 70     | 1:32:09.290       | 7           | 10     |
| 2       | 1      | Michael Schumacher   | Scuderia Ferrari    | 70     | +1.100            | 2           | 8      |
| 3       | 2      | Rubens Barrichello   | Scuderia Ferrari    | 70     | +40.400           | 20          | 6      |
| 4       | 12     | Felipe Massa         | Sauber - Petronas   | 70     | +55.100           | 11          | 5      |
| 5       | 7      | Mark Webber          | Williams-BMW        | 70     | +55.700           | 14          | 4      |
| 6       | 17     | Ralf Schumacher      | Toyota              | 69     | +1 Ronde          | 10          | 3      |
| 7       | 14     | David Coulthard      | Red Bull - Cosworth | 69     | +1 Ronde          | 12          | 2      |
| 8       | 15     | Christian Klien      | Red Bull - Cosworth | 69     | +1 Ronde          | 16          | 1      |
| 9       | 11     | Jacques Villeneuve   | Sauber - Petronas   | 69     | +1 Ronde          | 8           |        |
| 10      | 18     | Tiago Monteiro       | Jordan-Toyota       | 67     | +3 Rondes         | 18          |        |
| 11      | 21     | Christijan Albers    | Minardi - Cosworth  | 67     | +3 Rondes         | 15          |        |
| Ret     | 16     | Jarno Trulli         | Toyota              | 62     | Remmen            | 9           |        |
| Ret     | 3      | Jenson Button        | BAR-Honda           | 46     | Ongeluk           | 1           |        |
| Ret     | 8      | Nick Heidfeld        | Williams-BMW        | 43     | Motor             | 13          |        |
| Ret     | 4      | Takuma Sato          | BAR-Honda           | 40     | Remmen            | 6           |        |
| Ret     | 20     | Patrick Friesacher   | Minardi - Cosworth  | 39     | Hydrauliek        | 19          |        |
| Ret     | 5      | Fernando Alonso      | Renault             | 38     | Wielophanging     | 3           |        |
| Ret     | 6      | Giancarlo Fisichella | Renault             | 32     | Hydrauliek        | 4           |        |
| Ret     | 19     | Narain Karthikeyan   | Jordan-Toyota       | 24     | Wielophanging     | 17          |        |
| DSQ     | 10     | Juan Pablo Montoya   | McLaren - Mercedes  | 52     | Gediskwalificeerd | 5           |        |

## Wetenswaardigheden
- Juan Pablo Montoya werd gediskwalificeerd wegens het negeren van het rode licht in de pitstraat.

## Standen na de Grand Prix

### Coureurs
| Positie | Nummer | Rijder             | Team               | Punten |
| ------- | ------ | ------------------ | ------------------ | ------ |
| 1       | 5      | Fernando Alonso    | Renault            | 59     |
| 2       | 9      | Kimi Räikkönen     | McLaren - Mercedes | 37     |
| 3       | 16     | Jarno Trulli       | Toyota             | 27     |
| 4       | 8      | Nick Heidfeld      | Williams           | 25     |
| 5       | 1      | Michael Schumacher | Scuderia Ferrari   | 24     |

### Constructeurs
| Positie | Nummers | Team             | Rijders                               | Punten |
| ------- | ------- | ---------------- | ------------------------------------- | ------ |
| 1       | 5 6     | Renault          | Fernando Alonso Giancarlo Fisichella  | 76     |
| 2       | 9 10    | McLaren          | Kimi Räikkönen Juan Pablo Montoya     | 65     |
| 3       | 7 8     | Williams         | Mark Webber Nick Heidfeld             | 47     |
| 4       | 16 17   | Toyota           | Jarno Trulli Ralf Schumacher          | 47     |
| 5       | 1 2     | Scuderia Ferrari | Michael Schumacher Rubens Barrichello | 45     |

## Statistieken
| Snelste ronde | Kimi Räikkönen | McLaren - Mercedes | 1:14.384 |

## Noot
- Dit was de vijfde Grand Prix-winst voor Kimi Räikkönen.

1967 · 1968 · 1969 · 1970 · 1971 · 1972 · 1973 · 1974 · 1976 · 1977 · 1978 · 1979 · 1980 · 1981 · 1982 · 1983 · 1984 · 1985 · 1986 · 1988 · 1989 · 1990 · 1991 · 1992 · 1993 · 1994 · 1995 · 1996 · 1997 · 1998 · 1999 · 2000 · 2001 · 2002 · 2003 · 2004 · 2005 · 2006 · 2007 · 2008 · 2010 · 2011 · 2012 · 2013 · 2014 · 2015 · 2016 · 2017 · 2018 · 2019 · 2022 · 2023 · 2024 · 2025 · 2026 · 2027 · 2028 · 2029